# Elad Gabai
Pour les articles homonymes, voir Gabai.
Elad Gabai (né le 15 novembre 1985 à Rishon LeZion en Israël), est un footballeur israélien jouant en Israël.